# Colin Dagba
Pour la localité de Dagba (Benin), consulter l'article Dagba.
Colin Dagba, né le 9 septembre 1998 à Béthune (Pas-de-Calais), est un footballeur français, évoluant au poste d'arrière droit au Beerschot VA.

## Biographie

### En club

#### Jeunesse et formation (2003-2018)
Natif de Béthune dans le Pas-de-Calais, Colin Dagba commence à jouer au football dans le club de Lillers, la ville où il réside. Il prend ensuite la direction d'Isbergues et y joue jusqu'en U12. En 2010, il est détecté par le RC Lens et intègre en parallèle le pôle espoirs de Liévin en 2011. À la suite de problèmes économiques, le club lensois est contraint de réduire ses effectifs, et ne conserve pas le jeune joueur en mai 2013.
Quelques mois plus tard, il rejoint l'US Boulogne où il sera régulièrement titulaire chez les U17 et U19 nationaux ainsi qu'en CFA 2. Joueur rapide et doté d’une bonne vision de jeu, il est élu meilleur latéral droit de CFA 2 en 2015-2016. Le 1er juillet 2016, il signe un contrat stage-professionnel de deux ans avec le Paris Saint-Germain.
Il participe alors aux matchs de l’équipe réserve du club en CFA mais également avec les U19. Il s'illustre en UEFA Youth League en jouant trois matchs.
Le 3 juillet 2017, Colin Dagba signe son premier contrat professionnel avec le Paris Saint-Germain, d'une durée de trois ans.

#### Paris Saint-Germain (depuis 2018)
Pour ses débuts professionnels, Colin Dagba est titularisé le 4 août 2018 à l'occasion du Trophée des champions 2018 contre l'AS Monaco qui se termine sur un succès 4-0 pour le PSG, puis en Ligue 1 le 12 août suivant.
Le 12 février 2019, il prend part à son premier match de Ligue des champions en rentrant à la 81e minute de jeu en huitièmes de finale aller sur la pelouse de Manchester United à la place d'Ángel Di María, au poste de milieu gauche (victoire 0-2).
Le 29 janvier 2020, lors d'un match de Coupe de France contre le Pau FC (Victoire 2-0), il se blesse sérieusement au genou gauche et est remplacé par Mitchel Bakker à la 72e minute de jeu. Un coup dur pour l'effectif, qui était en pleine préparation pour le huitième de finale de Ligue des champions contre le Borussia Dortmund.
Il marque son premier but avec le Paris Saint-Germain contre le Montpellier HSC le 5 décembre 2020.[réf. souhaitée]

#### Prêts: RC Strasbourg (2022-2023) puis AJ Auxerre (2023-2024)
Le 6 juillet 2022, il est prêté une saison sans option d'achat au Racing Club de Strasbourg. Dans un premier temps en concurrence avec Ronaël Pierre-Gabriel, arrivé comme lui lors du mercato estival, il voit ensuite Frédéric Guilbert faire son retour au club lors du mercato hivernal. Il ne parvient pas à s'imposer comme le premier choix dans la hiérarchie sur le flanc droit de la saison et conclut l'exercice 2022-2023 avec 21 apparitions en championnat, pour 12 titularisations.[réf. souhaitée]
Il est de nouveau prêté pour la saison 2023-2024, cette fois en Ligue 2, à l'AJ Auxerre, pour une saison sans option d'achat. Il y voit Paul Joly se révéler à son poste, le reléguant à un rôle de doublure, Joly disputant 36 rencontres de Ligue 2, pour 31 titularisations, ne laissant que des miettes à Dagba, n'apparaissant qu'à 16 reprises et ne débutant que 5 matches.[réf. souhaitée]
Il intègre en septembre 2024 l'équipe du Beerschot, lanterne rouge de la Jupiler Pro League en Belgique.

### En sélection
Sollicité début 2019 par Michel Dussuyer, le sélectionneur des Guépards, l'équipe nationale du Bénin, Colin Dagba a décliné la proposition, préférant une éventuelle sélection chez les Espoirs français.

## Statistiques
| Saison                | Club                  | Championnat           | Championnat | Championnat | Championnat | Coupe nationale | Coupe nationale | Coupe nationale | Coupe de la Ligue | Coupe de la Ligue | Coupe de la Ligue | Supercoupe | Supercoupe | Supercoupe | Compétition(s) continentale(s) | Compétition(s) continentale(s) | Compétition(s) continentale(s) | Compétition(s) continentale(s) | Total | Total | Total |
| Saison                | Club                  | Division              | M.          | B.          | P.d.        | M.              | B.              | P.d.            | M.                | B.                | P.d.              | M.         | B.         | P.d.       | Comp.                          | M.                             | B.                             | P.d.                           | M.    | B.    | P.d.  |
| 2015-2016             | US Boulogne           | National              | 1           | 0           | 0           | -               | -               | -               | -                 | -                 | -                 | -          | -          | -          | -                              | -                              | -                              | -                              | 1     | 0     | 0     |
| Sous-total            | Sous-total            | Sous-total            | 1           | 0           | 0           | -               | -               | -               | -                 | -                 | -                 | -          | -          | -          | -                              | -                              | -                              | -                              | 1     | 0     | 0     |
| 2018-2019             | Paris Saint-Germain   | Ligue 1               | 17          | 0           | 2           | 3               | 0               | 0               | -                 | -                 | -                 | 1          | 0          | 0          | C1                             | 1                              | 0                              | 0                              | 22    | 0     | 2     |
| 2019-2020             | Paris Saint-Germain   | Ligue 1               | 10          | 0           | 0           | 4               | 0               | 1               | 1                 | 0                 | 0                 | -          | -          | -          | C1                             | 1                              | 0                              | 1                              | 16    | 0     | 2     |
| 2020-2021             | Paris Saint-Germain   | Ligue 1               | 25          | 1           | 1           | 3               | 0               | 0               | -                 | -                 | -                 | -          | -          | -          | C1                             | 5                              | 0                              | 0                              | 33    | 1     | 1     |
| 2021-2022             | Paris Saint-Germain   | Ligue 1               | 3           | 0           | 0           | 3               | 0               | 1               | -                 | -                 | -                 | -          | -          | -          | C1                             | 0                              | 0                              | 0                              | 6     | 0     | 1     |
| Sous-total            | Sous-total            | Sous-total            | 55          | 1           | 3           | 13              | 0               | 2               | 1                 | 0                 | 0                 | 1          | 0          | 0          | -                              | 7                              | 0                              | 1                              | 77    | 1     | 6     |
| 2022-2023             | RC Strasbourg (prêt)  | Ligue 1               | 21          | 0           | 0           | -               | -               | -               | -                 | -                 | -                 | -          | -          | -          | -                              | -                              | -                              | -                              | 21    | 0     | 0     |
| 2023-2024             | AJ Auxerre (prêt)     | Ligue 2               | 16          | 0           | 0           | 2               | 0               | 0               | -                 | -                 | -                 | -          | -          | -          | -                              | -                              | -                              | -                              | 18    | 0     | 0     |
| 2024-2025             | Beerschot             | Pro League            | 3           | 0           | 0           | -               | -               | -               | -                 | -                 | -                 | -          | -          | -          | -                              | -                              | -                              | -                              | 3     | 0     | 0     |
| Total sur la carrière | Total sur la carrière | Total sur la carrière | 96          | 1           | 3           | 15              | 0               | 2               | 1                 | 0                 | 0                 | 1          | 0          | 0          | -                              | 7                              | 0                              | 1                              | 120   | 1     | 6     |

## Palmarès
|  |  | Paris Saint-Germain - Ligue des champions - Finaliste en 2020 - Ligue 1 - Champion : 2019, 2020 et 2022 - Vice-champion : 2021 - Coupe de France - Vainqueur : 2020 et 2021 - Finaliste : 2019 - Trophée des champions - Vainqueur : 2018, 2019 AJ Auxerre - Ligue 2 - Champion : 2024 |

## Vie personnelle
Né en France d'un père béninois et d'une mère française, Colin Dagba possède la double nationalité franco-béninoise.